# Банневіц
Банневіц (нім. Bannewitz) — громада в Німеччині, розташована в землі Саксонія. Входить до складу району Саксонська Швейцарія — Східні Рудні Гори.
Площа — 25,82 км2. Населення становить 11 083 ос. (станом на 31 грудня 2020).